# تشارلز إس. مور
تشارلز إس. مور (بالإنجليزية: Charles S. Moore)‏ هو قاضي ومحامي وسياسي أمريكي، ولد في 8 يناير 1857 في مقاطعة ماريون في الولايات المتحدة، وتوفي في 20 يوليو 1915 في بورتلاند في الولايات المتحدة. حزبياً، نشط في Oregon Republican Party ‏ والحزب الجمهوري. وقد انتخب أمين صندوق الدولة ‏.